# Dormagen
Dormagen [ˈdɔrmaːɡn̩] ist eine große kreisangehörige Stadt im nordrhein-westfälischen Rhein-Kreis Neuss und liegt linksrheinisch zwischen Düsseldorf und Köln. Die Stadt zählt (Stand: 31. Dezember 2023) 65.170 Einwohner.

## Geographische Lage
Dormagen grenzt im Norden und Osten unmittelbar an den Rhein. Am gegenüberliegenden Rheinufer befinden sich nördlich Düsseldorf sowie östlich Monheim am Rhein und Leverkusen. An unbewölkten Tagen ist in östlicher Richtung am Rheinufer ein Blick in das noch weiter gelegene Bergische Land möglich. Im Nordwesten grenzt Dormagen wiederum an Neuss, im Westen an Grevenbroich, Rommerskirchen und Pulheim sowie im Süden an Köln.
Die Stadtgrenze zwischen Dormagen und Köln ist zugleich auch eine Grenze zwischen dem Regierungsbezirk Düsseldorf, zu dem Dormagen gehört, und dem Regierungsbezirk Köln. Durch den historischen Stadtkern Dormagens verläuft die zum Teil als Fußgängerzone genutzte Kölner Straße, eine ehemalige Römerstraße. Bis in die 1980er Jahre war sie ein Teil der Bundesstraße 9, die nun als Umgehungsstraße östlich an Dormagen vorbeiführt. Das gesamte Stadtgebiet zählt naturräumlich zur Dormagener Rheinaue, einer Ebene der Kölner Bucht.

### Stadtgliederung
| Stadtteil                          | Einwohner |
| ---------------------------------- | --------- |
| Delhoven                           | 4.299     |
| Delrath                            | 2.869     |
| Dormagen-Mitte (mit Dormagen Nord) | 10.684    |
| Gohr mit Broich                    | 2.199     |
| Hackenbroich (mit Hackhausen)      | 9.025     |
| Horrem                             | 9.236     |

| Stadtteil                   | Einwohner |
| --------------------------- | --------- |
| Nievenheim                  | 6.773     |
| Ückerath                    | 2.534     |
| Rheinfeld mit Piwipp        | 5.184     |
| Stadt Zons (mit Nachtigall) | 5.459     |
| Straberg mit Knechtsteden   | 2.663     |
| Stürzelberg (mit St. Peter) | 4.620     |

### Nachbarorte
- Neuss
- Düsseldorf
- Monheim am Rhein
- Köln
- Pulheim
- Rommerskirchen
- Grevenbroich

## Geschichte
Der Name Dormagen stammt von Durnomagus. Neueren Forschungen zufolge kommt das Wort aus den keltischen Sprachen und bedeutet etwa ‚Kiesfeld‘ oder ‚Kieselfeld‘.

### Urgeschichte
Erste Spuren einer Besiedlung stammen bereits aus der Mittelsteinzeit. So werden immer wieder Mikrolithen im gesamten Stadtgebiet entdeckt. Neben den Kulturen der Jäger, Fischer und Sammler trat um 5500 v. Chr. eine bäuerliche Kultur, die im Verlauf mehrerer Jahrhunderte die frühere Bevölkerung (oder ihre Lebensweise) verdrängte.
Werkzeuge aus dieser Epoche, der Jungsteinzeit, wurden in Delhoven gefunden, ältester Fundplatz und zugleich der einzige in Dormagen aus dem Altneolithikum ist Gohr. Mitte des 5. Jahrtausends v. Chr. fand eine Aufsiedlung der Niederterrasse statt, die durch Beile aus Silex oder Felsgestein belegt ist. Diese und die dort entdeckten gelochten Äxte weisen auf Rodungstätigkeit und Holzbearbeitung hin (Michelsberger Kultur). Pfeilspitzen belegen die Besiedlung auch während des Endneolithikums.
In der Bronzezeit wurden mehrere Hügelgräber im Chorbusch bei Hackenbroich angelegt. Im Rheinland sind bronzezeitliche Funde eher rar, jedoch fand sich in Straberg eine bronzene Beilklinge aus der Zeit um 1800 bis 1700 v. Chr. Funde aus Dormagen-Nachtigall belegen auch hier eine Siedlungskontinuität.
Vermutlich aus der Zeit um 200 vor Christus stammen Urnengräber, die beim Bau einer Wasserleitung im Tannenbusch bei Delhoven gefunden wurden. Vor den Römern bewohnten vermutlich die Eburonen dieses Gebiet, zumindest eine ihrer Münzen wurde im Raum Dormagen gefunden. Nach 19/18 vor Christus waren die Ubier in den Gebieten der von Cäsar ausgerotteten Eburonen angesiedelt worden. Die Hauptsiedlung der Ubier war damals das Oppidum Ubiorum, die spätere römische Colonia Claudia Ara Agrippinensium (CCAA) – das heutige Köln.

### Vorrömische Eisenzeit
Im Jahr 2001 wurde eine vorrömische Lehmgrube von 10 m² Fläche in Dormagen-St. Peter entdeckt. Sie gilt als Indikator für ein dort ab etwa 700 v. Chr. befindliches Gehöft. Datieren ließen sich zahlreiche Keramikfragmente, aber auch Koch- und Mahlsteine. Verkohlte Pflanzenreste ließen erkennen, dass fünf Getreidearten angepflanzt wurden, in der Hauptsache Dinkel und Hirse. Letztere erfuhr in der vorrömischen Eisenzeit eine starke Ausbreitung im Rheinland und in den Niederlanden. Neben Kolben- und Borstenhirse wurde Rispenhirse angepflanzt. Die Kolbenhirse überwog im Rheinland, ansonsten überwog überall in Mitteleuropa die Rispenhirse. Bei Horrem fanden sich Überreste einer Siedlung. Dort fand sich auch ein überaus seltener Siebheber, ein Anzeichen für eine verfeinerte Trinkkultur. Gleichfalls eine Siedlung dieser Zeitstellung fand sich nördlich von Delhoven im Jahr 2008, vor allem Pfostenlöcher. Auch fanden sich Scheibenräder. Aus Ückerath wiederum sind mehrere Urnenfriedhöfe bekannt.

### Römische Zeit (etwa 50 v. Chr. bis 450 n. Chr.)

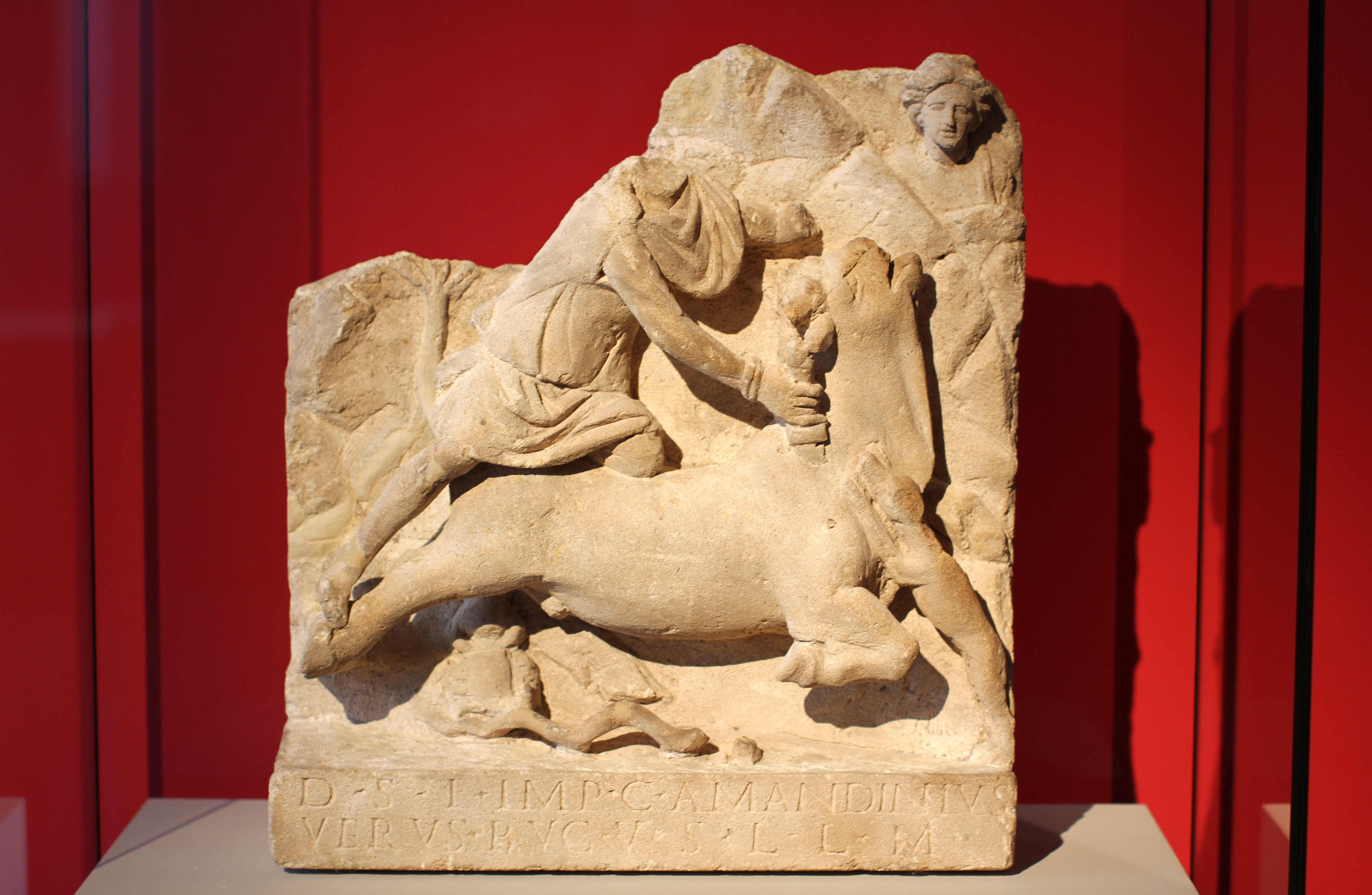
Fundstück des örtlichen Mithraskultes aus dem Jahr 200 n. Chr.

In der Zeit zwischen 15 und 12 vor Christus entstand in Dormagen ein römisches Kastell, das bei dem archäologisch nicht nachgewiesenen oppidum Durnomagus gelegen haben muss. Diese Ortsbezeichnung ist im Itinerarium Antonini, einem Reisebuch aus dem 4. Jahrhundert, überliefert. Das Reisebuch teilte genau die Zwei-Tages-Strecke zwischen Köln und Neuss. Eine Vexillation, also eine abgeordnete Abteilung der Legio I Germanica, errichtete im Jahre 35 in Dormagen eine Militärziegelei mit vier Brennöfen (heute: An der Römerziegelei, ein Nachbau eines der Dormagner Öfen befindet sich im Ziegeleimuseum Lage). Die hier hergestellten Ziegel wurden mit der Truppenbezeichnung und den Symbolen der Legion gestempelt.
Nach dem Bataveraufstand wurde die I. Legion aufgelöst und spätestens zu diesem Zeitpunkt die Militärziegelei in Dormagen geschlossen. Um das Jahr 80 wurde in Dormagen wieder ein römisches Auxiliarkastell errichtet. Durnomagus wurde zehn Jahre später von der ala Noricorum durch ein größeres Lager ersetzt; wo zunächst ein Holz-Erdelager mit etwa 500 Mann Besatzung entstanden war, entstand nun ein Steinlager mit vorgelagertem Doppelgrabensystem. Vor 127 wurde die Einheit mit dem Ehrentitel ala I Noricorum c. R., also civium Romanorum ausgezeichnet, sicher wegen außergewöhnlicher Tapferkeit, möglicherweise im Kampf gegen die Bataver. Die Einheit nahm wohl am Partherfeldzug Marc Aurels und Lucius Verus' teil und kehrte kurz nach 166 zurück.
Wenig später wurde das Lager zerstört, die berittene Einheit scheint nicht zurückgekehrt zu sein. Die Bewohner des nördlich gelegenen vicus zogen sich um 250 Richtung Kastell zurück. Bereits vor 161 wurde in einer Villa rustica bei Dormagen ein Mithräum, eine Kultstätte des persisch-römischen Gottes Mithras errichtet. Sie wurde recht früh, nämlich 1820/21 entdeckt.
Anfang des 4. Jahrhunderts übernahmen wieder römische Truppen das Kastell; dort entstand ein nur noch 60 mal 60 Meter messendes Reduktionskastell. In der Zeit zwischen 393 und 402 wurden die römischen Truppen zum Schutze Roms aus der Provinz Germania superior abgezogen. Keramikfunde belegen, dass wohl eine Milizenbesatzung bis Mitte des 5. Jahrhunderts bestand.
In Zons fand sich eine Nekropole, die möglicherweise aus der Zeit des Kaisers Tiberius stammt. Dortige Spuren belegen heftige Kämpfe (Am Römerfeld). 1998 fand sich auch bei Delrath ein kleiner Friedhof, der wohl zu einem Landgut gehörte. Schon 1929 entdeckte man in Nievenheim eine Gruppe römischer Brandgräber, 1964 in Hackenbroich. Aus der Umgebung von Dormagen sind zahlreiche villae rusticae bekannt, Höfe, die die Siedlungen und die Lager versorgten. Doch ist nur die Villa von Nievenheim genauer untersucht worden, die wohl nach dem Bataveraufstand errichtet wurde. Dabei handelt es sich um ein Gestüt mit Tränke. Die Anlage mit der ungewöhnlich großen Betriebsfläche von 400 ha wurde um 275 von Franken zerstört. Haus Bürgel, östlich von Zons gelegen, lag bis in die zweite Hälfte des 14. Jahrhunderts gleichfalls linksrheinisch. Dort bestand eine Kleinbefestigung mit etwa 40 Mann. Ein Gräberfeld des 1. bis 3. Jahrhunderts mit bisher etwa 90 untersuchten Gruben bestand östlich des Zwischenkastells. Nach 300 wurde es durch ein Kastell von 64 mal 64 Meter Fläche ersetzt, mit etwa 150 Mann Besatzung. Die beachtliche Anlage hatte zwölf Türme. Den Artefakten nach zu urteilen bestand die Besatzung aus angeworbenen Germanen. Vor der Mitte des 5. Jahrhunderts wurde auch die Anlage bei Bürgel niedergebrannt.

### Mittelalter
Die heutige Pfarrkirche St. Michael ist ein nach 1970 errichteter Neubau, der jedoch auf ältere Vorgängerbauten zurückgeht (8. Jahrh. ff.); aus seinem Umfeld stammen Gräber des 6./7. Jahrhunderts. Vermutlich war seit 476 zunächst Nievenheim der Hauptort der fränkischen Besiedlung, doch stehen archäologische Nachweise dafür aus. Das Kastell von Bürgel wurde – vermutlich als königliches Gut – in karolingischer Zeit weitergenutzt. Die Tortürme wurden abgebrochen, noch im 16. Jahrhundert standen Teile der übrigen Türme. Das „castrum in burgila“ taucht um 1000 in einer Urkunde auf. Heute ist nur noch der Bergfried des 14. Jahrhunderts erhalten.
In Dormagen wurde 1969 an der Florastraße 3 ein Gräberfeld der Zeit um 500 entdeckt. Bei Untersuchungen in der Pfarrkirche St. Michael fanden sich Überreste einer frühmittelalterlichen Saalkirche. Unter dem Kirchenvorplatz fanden sich Gräber aus der Zeit zwischen 530 und 570. Funde aus der Karolingerzeit fehlen.
Im Areal der Burg Friedstrom in Zons fand sich eine Saalkirche aus der Zeit um 1000. Auch dort fanden sich Artefakte aus einem merowingerzeitlichen Männergrab, die Schwertklinge war damasziert, ein in dieser Zeit ungewöhnlicher Luxus. Die Artefakte wurden wohl dorthin in späterer Zeit verlagert, was mit dem Martinskult in Zusammenhang gestanden haben könnte.
Die Ortschaft Horrem fand im Jahre 1005 als Horchem erstmals ihre Nennung, Hackhausen im Jahre 1080. 1128 wurde die Abtei Knechtsteden gegründet. Im Jahre 1138 wurde mit dem Bau der jetzigen Klosterkirche in Knechtsteden begonnen. Papst Hadrian IV. nahm die Abtei 1158 mit den Dörfern Hackhausen und Horrem in seinen Schutz. Im Jahre 1190 wurde die katholische Pfarrkirche St. Michael in Dormagen auf den Fundamenten eines römischen Mars-Tempel erbaut. Das westlich von Dormagen gelegene Gut Jussenhoven wurde im Jahre 1222 erstmals als Gozenhouen und Goischinhoue erwähnt. Im Jahre 1247 wählten im benachbarten Worringen drei Erzbischöfe, 11 Bischöfe, zahlreiche Fürsten und Herzöge Wilhelm von Holland zum deutschen König. Allerdings gab es nicht genügend Unterkünfte in Worringen und so wurde auf die Orte der Umgebung zurückgegriffen. 1250 wurde die Wasserburg Hackenbroich erstmals urkundlich erwähnt. Sie befand sich im Besitz des Edlen Burkhard von Broich. Seit 1274 unterhielt das Kölner St. Andreas Stift in Dormagen ein Hofgericht. Vogt des Gerichts war der Graf von Jülich. Im selben Jahr wurde erstmals die Ortschaft Delhoven erwähnt.
1288 war Dormagen Schauplatz der Schlacht von Worringen. Dabei wurde Zons weitgehend zerstört. Im Jahre 1291 verkaufte der Ritter Bruno von Rinverde seinen im westlich von Dormagen gelegenen ehemaligen Rheinbett errichteten Walhovener Hof an das Andreas-Stift in Köln. Ende des 14. Jahrhunderts war ein Hermann von Walhoven Abt des Klosters Knechtsteden. Das alte Dormagener Schöffensiegel erschien 1320 erstmals auf einer Urkunde. Es zeigte den Dormagener Pfarrpatron St. Michael mit dem kurkölnischen Kreuz im Schild. 1373 wurde Zons wieder aufgebaut, zur Zollstation erklärt und durch den Kölner Erzbischof Friedrich von Saarwerden zu einer Stadt mit einem eigenen Gerichts- und Verwaltungsbezirk ernannt. Bereits vor 1374 war Dormagen mit Rheinfeld und halb Horrem zu einer Jülicher Enklave in kurkölnischem Gebiet geworden. Im Jahre 1409 wurde die Burg Hackenbroich in einem Krieg zwischen Johann VI. von Reifferscheid, dem Kölner Erzbischof Friedrich III. von Saarwerden bzw. seinem Adjutor und Nachfolger Dietrich II. von Moers und Graf Vinzenz von Moers-Saarwerden (1414–1499) zerstört.

### Frühe Neuzeit
Die Eltern des späteren Kölner Chronisten Hermann von Weinsberg heirateten 1517 in Dormagen. Die Mutter des Chronisten war die Tochter eines in Dormagen tätigen Zöllners. Im Jahre 1518 war in Köln die Pest ausgebrochen, und zahlreiche Kölner Bürger flohen nach Dormagen und Knechtsteden. 1554/55 gehörte Dormagen mit Riveden zum jülich-bergischen Amt Bergheim. Zwischen der noch auf kurkölnischem Territorium befindlichen Piwipp („Biwitte“ = Beim weißen Stein) und Monheim existierte im Jahre 1566 schon ein Fährbetrieb und diente zum Warenaustausch zwischen dem Bergischen Land und Kurköln. Während des Dreißigjährigen Kriegs blieb Dormagen von den Kriegswirren nicht verschont. Im Jahre 1637 zerstörten Soldaten das Rittergut Mertenshofen bis auf die Grundmauern. Der Besitzer des Gutes, der Direktor des Lehnsarchivs des Herzogtum Jülich-Berg, ordnete den sofortigen Wiederaufbau an. Nach einem Sieg in der Schlacht auf der Kempener Heide im Januar 1642 überfielen hessische Soldaten in Dormagen 30 stationierte bayrische Dragoner des Generals Wahl, dabei wurden 12 Dragoner getötet. Schließlich griffen im Jahre 1645 verbündete französische und hessische Truppen die Stadt Zons an. Am 10. November 1669 sollte der neue Landtag des Herzogtum Jülich-Kleve-Berg in Dormagen tagen. Allerdings erschienen an diesem Tage nur wenige Mitglieder des Landtages, da das nötige Mobiliar in Düsseldorf geblieben war. Hieraufhin wurde einen Tag später der Landtag abgebrochen und am 23. November wurde er in Düsseldorf fortgesetzt. Seit 1696 war Dormagen eine preußische Poststation und wurde dreimal in der Woche von der zwischen Köln und Nimwegen verkehrenden Postkutsche angefahren. 1714 fand der erste reformierte Gottesdienst in Dormagen in der Kapelle von Mertenshofen statt. Nach dem Ende des Siebenjährigen Kriegs hielt in Dormagen eine zweite Postkutsche. Diese fuhr von Köln nach Kleve. Im Jahre 1784 wurde Dormagen vom verheerenden Winter-Hochwasser heimgesucht. 1794 wurden die Gebiete und Orte um Dormagen, Nievenheim und Zons in Zusammenhang mit dem Ersten Koalitionskrieg von Frankreich besetzt und später ein Teil des französischen Staatsgebietes. Das Kloster Knechtsteden plünderten die Einwohner von Dormagen, Delhoven und Straberg mit Hilfe der französischen Soldaten. Im Jahre 1796 erfolgte die Gründung des Kantons Dormagen im Arrondissement de Cologne im Département de la Roer. Der Kanton Dormagen umfasste die Orte Zons, Nievenheim, Gohr, Straberg, Delhoven, Hackenbroich, Rommerskirchen, Nettesheim, Stommeln, Fühlingen, Merkenich, Rheinkassel und Worringen und hatte über 10.000 Einwohner.

### 19. und 20. Jahrhundert

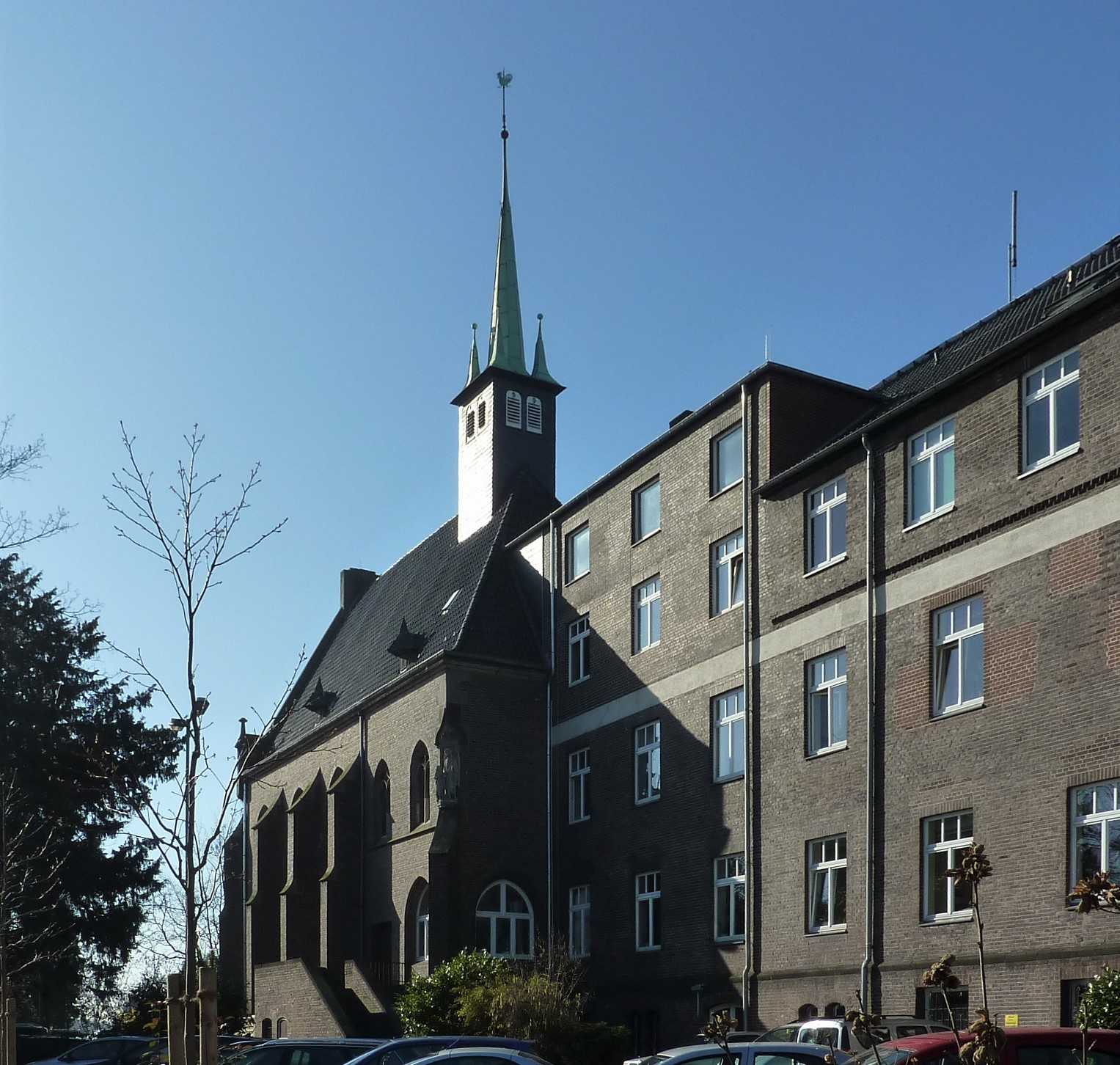
Raphaelshaus mit neugotischer Kapelle

Am 15. Januar 1814 besetzten russische Kosaken Dormagen, womit die französische Herrschaft endete. Nach dem Wiener Kongress wurde Dormagen – wie das Rheinland insgesamt – dem Königreich Preußen zugeschlagen. Zunächst blieb der Kanton Dormagen im Regierungsbezirk Köln; 1816 wurde er aufgelöst und die Bürgermeisterei Dormagen kam zum Landkreis Neuss. Während der antijüdischen Hep-Hep-Krawalle, bei denen es zwischen August und Oktober 1819 in über 80 Städten und Ortschaften im Deutschen Bund und über seine Grenzen hinaus zu zahlreichen Ausschreitungen und Vorfällen kam, löste Mitte Oktober ein Kindsmord in Dormagen Unruhen aus, nachdem das Gerücht eines jüdischen Ritualmords die Runde gemacht hatte. In diesem Zusammenhang gab es am 20. Oktober einen Tumult, als sich dort eine Menschenmenge vor dem Haus eines Juden versammelte und „Hep-Hep“ skandierte.
1821 wurde ein bedeutender Römerfund, das Mithrasheiligtum nahe dem Mertenshof – heute ist dort der neue Friedhof – gemacht. Im Jahre 1832 war Dormagen Sitz eines Friedensgerichts für die Bürgermeistereien Dormagen, Nievenheim, Zons, Nettesheim, Grimlinghausen, Norf und Rommerskirchen.
Zwischen 1833 und 1890 wanderten rund 60 Menschen von Dormagen nach Nordamerika aus. Das heutige Stadtgebiet verließen im gleichen Zeitraum rund 300 Menschen, sie fanden in den Vereinigten Staaten eine neue Heimat. Eine große Anzahl ließ sich in Osage County im Bundesstaat Missouri nieder.
Im Jahre 1855 kam Dormagen an das Eisenbahnnetz: Gleich östlich des Dorfes Horrem verlief die Eisenbahnlinie Köln-Neuss-Krefeld und hier wurde ein Bahnhof errichtet.
1864 begann mit dem Bau der Zuckerfabrik die Industrialisierung in Dormagen. Im Jahre 1876 erhielt Dormagen die erste Telegrafenstation. Die erste Stadtfernsprechanlage mit neun Teilnehmern wurde 1897 eingerichtet. Im Jahre 1898 wurde der Brauereibetrieb in Dormagen in eine Aktiengesellschaft umgewandelt. Die 1885 gegründete Brauerei war der zweite Industriebetrieb in Dormagen.
Die Franziskaner gründeten auf Initiative von Peter Klausener 1901 im Raphaelshaus eine Erziehungsanstalt für schulentlassene Jungen. 1916 siedelte sich das Bayer-Werk an, das bis heute der größte Arbeitgeber in Dormagen ist. Nach dem Ersten Weltkrieg besetzten englische und schottische Truppen die Stadt. Im Dezember 1919 wurden sie von französischen Einheiten abgelöst, die im Dezember 1920 abrückten und von belgischen Einheiten ersetzt werden. Diese zogen am 15. Dezember 1923 ab. Seit 1921 wurde die Wasserversorgung in Dormagen durch die Bayer AG sichergestellt. 1922 wurde die südlich von Dormagen gelegene Bürgermeisterei Worringen von Köln eingemeindet und die Schiffs-Order-Station Piwipp wurde ein Teil der Bürgermeisterei Dormagen. Die erste Postomnibuslinie zwischen Dormagen und Neuss startete im Jahre 1925. Seit 1935 besitzt Dormagen ein Stadtwappen mit dem Drachentöter St. Michael.
Während vor der sogenannten Machtergreifung durch Hitler im Jahre 1933 die Nationalsozialistische Deutsche Arbeiterpartei (NSDAP) in Dormagen wenig Zuspruch fand (Stimmen für die NSDAP bei der Reichstagswahl am 14. September 1930 10,29 % gegenüber 18,3 % reichsweit, Reichstagswahl am 31. Juli 1932 21,12 % gegenüber 37,3 % reichsweit), änderte sich dies Anfang 1933. Die NSDAP wurde bei den gleichzeitig stattfindenden Wahlen zur Amts- und zur Gemeindevertretung jeweils die stärkste Partei. Dies gilt auch für die Reichstagswahl vom 5. März 1933. Die NSDAP erzielte in Dormagen ein Ergebnis von 39,26 % (reichsweit: 43,9 %, zum Vergleich Köln: 33,1 %). Ebenfalls datieren die ersten Pogrome in Dormagen bereits auf das Jahr 1933. Bei den Novemberpogromen 1938 wurde auch in Dormagen die jüdische Betstube geschändet. 1940 wurden die letzten Juden aus Dormagen nach Riga deportiert.
Bedingt durch die kriegswichtigen Betriebe der I.G. Farben im Stadtgebiet, wurden viele Zwangsarbeiter nach Dormagen verbracht. Das Ende des Zweiten Weltkrieges erlebten die Dormagener mit der Befreiung durch die Amerikaner am 5. März 1945.
In den 1950er und 1960er Jahren wuchs die Einwohnerzahl erheblich. Im Dezember 1960 waren 34 % der Gesamtbevölkerung Heimatvertriebene.
UNESCO-Welterbe Durnomagus

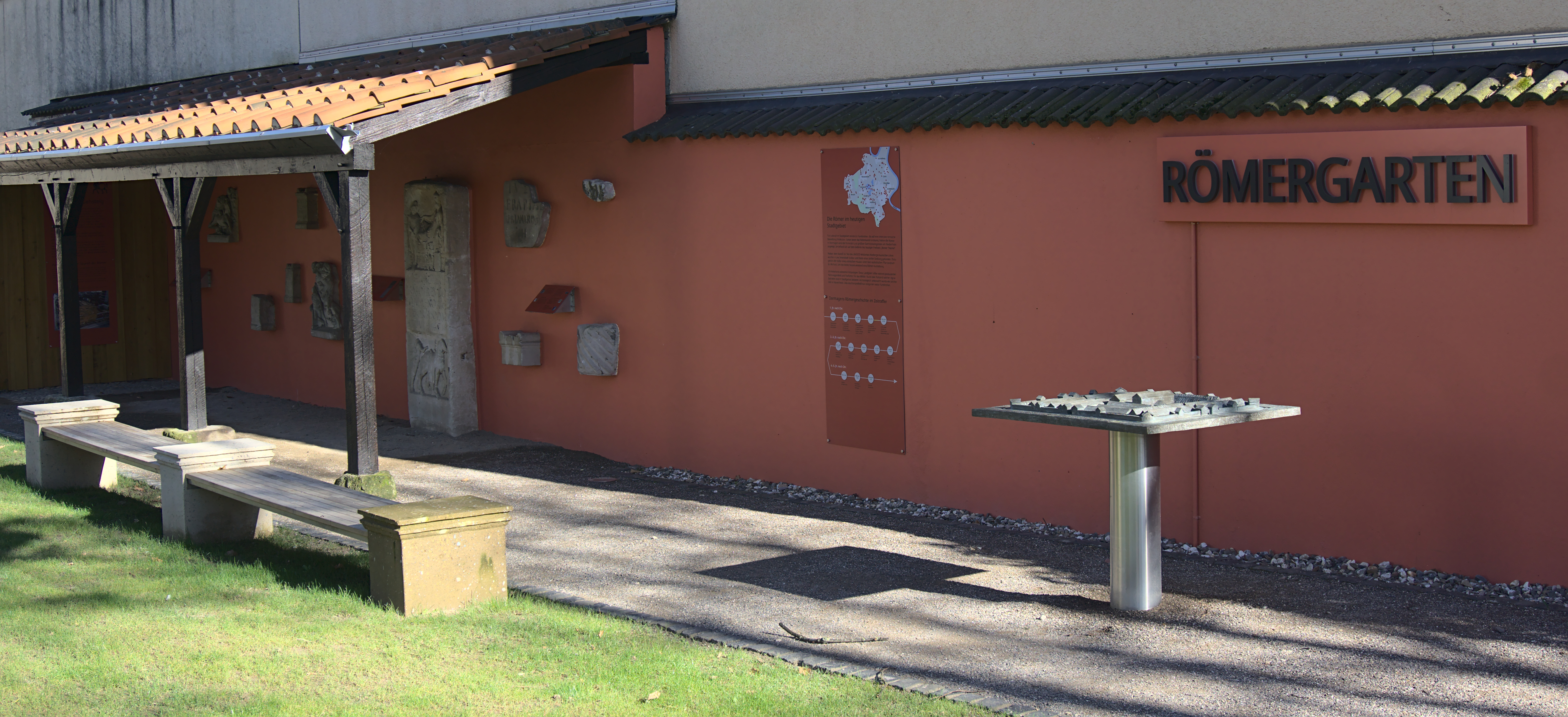
Römergarten in Dormagen

Die Überreste des römischen Reiterkastells in Dormagen sind als Teil des Niedergermanischen Limes seit 2021 UNESCO-Welterbe. Wie bereits der Hadrianswall oder der Obergermanische Limes ist damit nun auch dieser römische Grenzabschnitt offiziell als Welterbestätte anerkannt.

### Eingemeindungen
Am 1. Juli 1969 erhielt Dormagen nach dem Zusammenschluss der beiden Gemeinden Dormagen und Hackenbroich die Stadtrechte. Im Rahmen der kommunalen Neugliederung, die am 1. Januar 1975 in Kraft trat, wurden die Städte Dormagen und Zons sowie das Amt Nievenheim mit den Gemeinden Gohr, Nievenheim und Straberg zur heutigen Stadt Dormagen zusammengeschlossen.

### Einwohnerstatistik
| Jahr | Einwohner |
| ---- | --------- |
| 1767 | 585       |
| 1835 | 2.660     |
| 1935 | 6.400     |
| 1939 | 5.552     |
| 1950 | 8.929     |
| 1961 | 14.217    |
| 1968 | 23.655    |
| 1969 | 30.498    |
| 1975 | 55.734    |

| Jahr | Einwohner |
| ---- | --------- |
| 1980 | 57.379    |
| 1985 | 55.184    |
| 1990 | 58.018    |
| 1995 | 60.547    |
| 2000 | 62.957    |
| 2002 | 63.556    |
| 2004 | 63.431    |
| 2006 | 63.474    |
| 2008 | 63.139    |

| Jahr | Einwohner |
| ---- | --------- |
| 2010 | 62.961    |
| 2012 | 62.379    |
| 2013 | 62.498    |
| 2014 | 62.773    |
| 2016 | 64.016    |
| 2017 | 64.177    |
| 2018 | 65.302    |
| 2019 | 65.325    |
| 2022 | 65.147    |

ab 1974: jeweils 31. Dezember

Einwohnerentwicklung Dormagens 1767 bis 2017 nach nebenstehender Tabelle

Quellen: 1975–1995 Stadt Dormagen, ab 2000 it.NRW

### Konfessionsstatistik
Gemäß dem Zensus 2011 waren 21,1 % der Einwohner evangelisch, 48,1 % römisch-katholisch und 30,8 % waren konfessionslos, gehörten einer anderen Glaubensgemeinschaft an oder machten keine Angabe. Die Zahl der Katholiken ist seitdem gesunken. Ende Dezember 2019 hatte Dormagen zirka 65.300 Einwohner, davon 29.000 (44,4 %) Katholiken. Ende 2023 gehörten 45 % der Einwohner keiner Glaubensgemeinschaft an.

## Politik
Am 25. Mai 2009 erhielt die Stadt den von der Bundesregierung verliehenen Titel „Ort der Vielfalt“.

### Stadtrat

#### Wahlperiode 2020–2025
- SPD: 18
- Grüne: 6
- UWG: 1
- FDP: 2
- Zentrum: 3
- CDU: 12
- AfD: 1
- EHfD: 1

#### Jeweilige Sitzverteilung nach den vergangenen drei Wahlen
|      | CDU | SPD | Zentrum | Grüne | FDP | BfD 1 | pro NRW | EHFD 2 | Linke | UWG 3 | AfD | Piraten | Gesamt |
| ---- | --- | --- | ------- | ----- | --- | ----- | ------- | ------ | ----- | ----- | --- | ------- | ------ |
| 2004 | 20  | 16  | 3       | 2     | 2   | 2     | –       | –      | –     | 1     | –   | –       | 46     |
| 2009 | 18  | 12  | 2       | 3     | 3   | 3     | 2       | –      | 1     | –     | –   | –       | 44     |
| 2014 | 16  | 16  | 3       | 3     | 2   | –     | –       | 1      | 1     | –     | 1   | 1       | 44     |
| 2020 | 12  | 18  | 3       | 6     | 2   | –     | –       | 1      | –     | 1     | 1   | –       | 44     |

#### Wahlperiode 2009–2014
Nach der Wahl regierte eine Koalition aus CDU, FDP und Grünen. Die beiden Kreistagsmitglieder von pro NRW haben im Januar 2013 ihre Partei verlassen und die Fraktion „Ein Herz für Dormagen“ (EHFD) gegründet.

#### Wahlperiode 2014–2020
Die Koalition aus CDU, FDP und Grünen verpasste 2014 eine neuerliche Mehrheit um zwei Sitze. Nach der Wahl arbeiteten deswegen CDU, FDP und Zentrum in einem Bündnis zusammen. Die Ratsmitglieder der Piraten und Die Linke haben sich zu einer Fraktionsgemeinschaft zusammengeschlossen. Der SPD-Abgeordnete Gerd Sräga wechselte im September 2015 zur FDP-Fraktion und wurde Anfang 2016 zu dessen Vize-Fraktionsvorsitzenden gewählt. Ebenfalls im September 2015 verließ der Abgeordnete Markus Roßdeutscher die AfD und wurde wenig später Mitglied der ALFA. Im Sommer 2016 zerbrach das „bürgerliche Bündnis“ nach internen Unstimmigkeiten, im Oktober beschlossen CDU und SPD eine Zusammenarbeit bis 2020 im Rahmen einer großen Koalition. Bereits im September 2016 schlossen sich die beiden fraktionslosen Einzelkandidaten zu einer gemeinsamen Fraktion mit dem Namen ALFA/Ein Herz für Dormagen zusammen.

### Bürgermeister
| Bürgermeisterei Dormagen und Stadt Dormagen | |
| --- | --- |
| - 1910–1924: Peter Krisinger - 1924–1934: Joseph Schönenbrücher (DNVP) - 1934–1935: Joseph Eger - 1935–1945: Wilhelm Möllers (NSDAP) - 194500000: Michael Fischer - 194600000: Johann Kaiser - 1946–1948: Johann Gassen - 1948–1952: Walter Meskat (SPD) - 1952–1964: Franz Gerstner (CDU) | - 1965–1979: Gustav Geldmacher (CDU) - 197900000: Peter-Olaf Hoffmann (CDU) - 1979–1987: Jürgen Alef (SPD) - 1987–1989: Peter-Olaf Hoffmann (CDU) - 1989–1999: Heinz Hilgers (SPD) - 1999–2004: Reinhard Hauschild (CDU) - 2004–2009: Heinz Hilgers (SPD) - 2009–2014: Peter-Olaf Hoffmann (CDU) - 2014–0000: Erik Lierenfeld (SPD) |

### Amtsdirektor und Stadtdirektor
- 1946–1948: Johann Kaiser
- 1948–1961: Johannes Bock
- 1961–1973: Arno Janzen
- 1973–1980: Peter Daners
- 1980–1986: Paul Wierich
- 1986–1994: Eberhard Hücker

### Verwaltung
Bürgermeister Erik Lierenfeld, der Erste Beigeordnete Fritz Bezold, der Kämmerer Torsten Spillmann sowie der Technische Beigeordnete Martin Brans bilden zusammen den Verwaltungsvorstand (§ 70 Abs. 1 Satz 1 Gemeindeordnung für das Land Nordrhein-Westfalen). Sprecher der Stadt ist Nils Heinichen.

### Wappen
Blasonierung: „Geteilt von Gold und Silber durch einen blauen Wellenbalken, oben ein schreitender rotbewehrter und -bezungter schwarzer Löwe, unten ein geschliffenes durchgehendes schwarzes Balkenkreuz.“
Das heutige Wappen zeigt auf Gold einen schwarzen Löwen, der auf die Herren von Jülich, und auf Silber ein schwarzes Kreuz, das auf die Zugehörigkeit zu Kurköln hinweist. Ein schreitender Jülicher Löwe wird auch von Düren und wurde bis 1974 von Mönchengladbach im Wappen geführt, Dormagen war eine Jülicher Enklave auf Kurkölnischem Gebiet. Der blaue Wellenbalken symbolisiert den Rhein, um seine Bedeutung für Dormagen hervorzuheben. Bis 1935 war auch noch der Erzengel Michael als Namenspatron der größten Pfarrei des Stadtgebiets zu sehen.

## Städtepartnerschaften

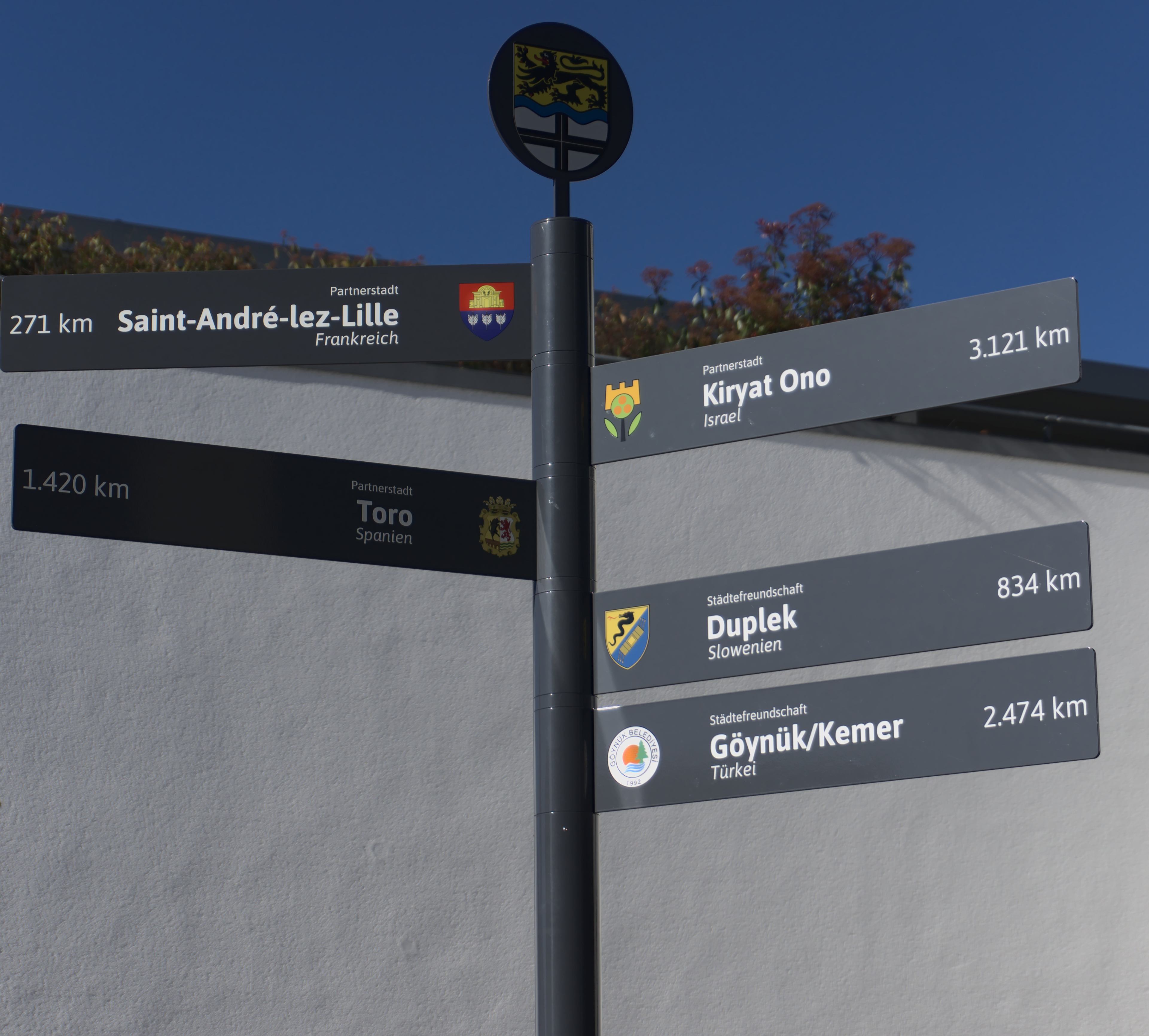
Wegweiser der Dormagener Städtepartnerschaften am Kirjat-Ono-Platz

- Saint-André-lez-Lille in der Region Hauts-de-France (Frankreich): Am französischen Nationalfeiertag 1967 besuchten mehrere Franzosen aus Saint-André-lez-Lille Nievenheim. Man wollte die damaligen Differenzen zwischen Frankreich und Deutschland überwinden. Diese Beziehung reifte bis zum 23. September 1973, als der Partnerschaftsvertrag unterschrieben wurde.
- Toro in Kastilien und León (Spanien): Bereits seit 1989 bestehen Kontakte zum kastilischen Toro. Die Städtepartnerschaftsurkunde wurde im Sommer 1994 unterzeichnet. Es gibt nur noch sechs weitere deutsch-spanische Beziehungen dieser Art.
- Kirjat Ono (Israel), im Juli 1995 besiegelt.

## Kultur und Sehenswürdigkeiten

### Bauten

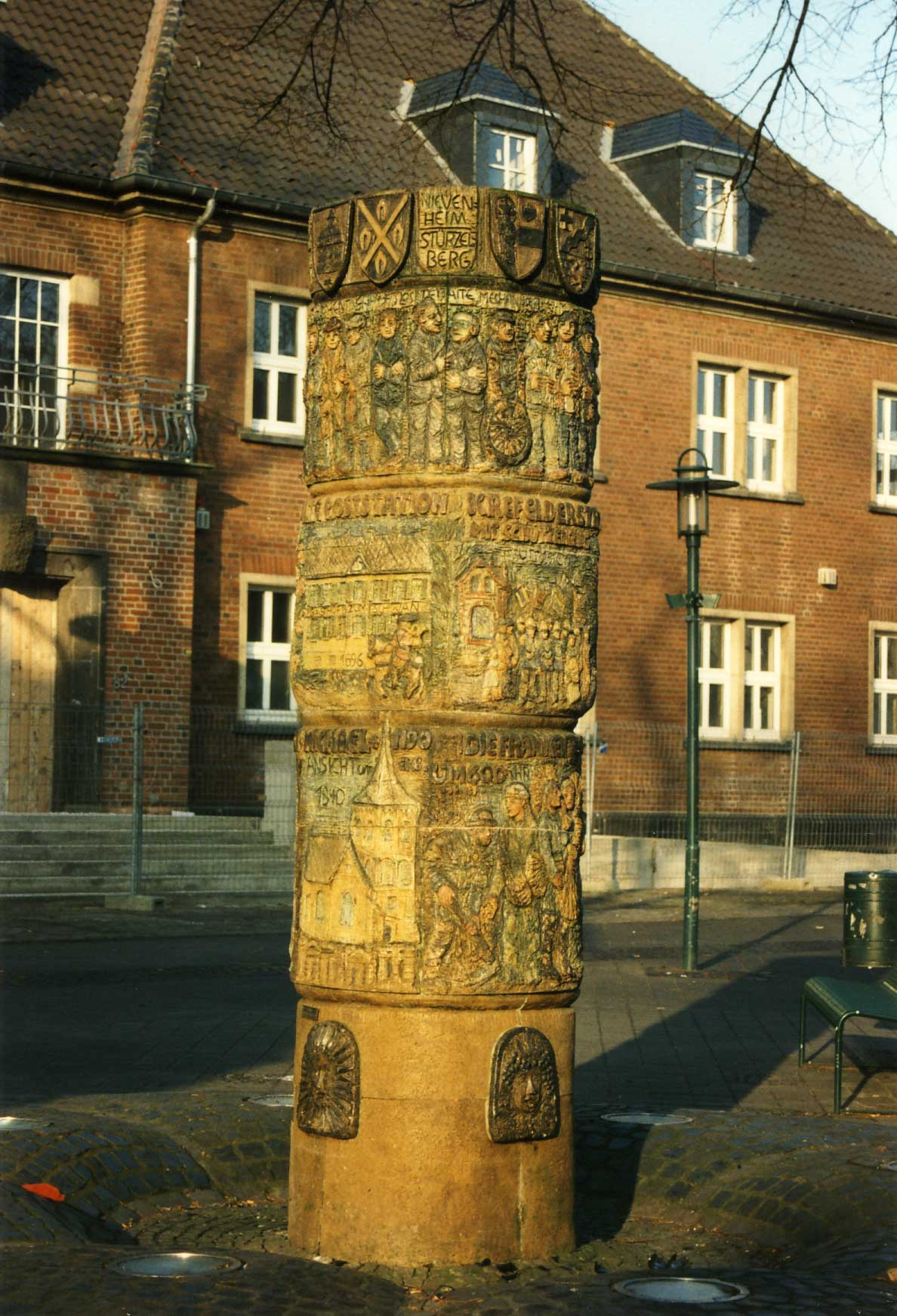
Brunnen vor dem historischen Rathaus

- In der Innenstadt befindet sich das historische Rathaus, das bis 1997 restauriert wurde. Es dient heute zu repräsentativen Zwecken und Trauungen. Hinter dem historischen befindet sich das Neue Rathaus. Es wurde im Mai 1996 von der Stadtverwaltung bezogen.
- Katholische Pfarrkirche St. Michael: Auf historischem Grund, einem Gräberfeld mit Römergrab und fränkischen Gräbern aus dem dritten Jahrhundert nach Christus, stand schon eine erste Saalkirche. Ob sie bereits dem Erzengel Michael geweiht war, ist nicht bekannt, dessen Verehrung im 6. Jahrhundert in Europa aufkam. Ein erster romanischer Bau, von dem noch drei Stockwerke des Turmes erhalten sind, stammt von Ende des 12. Jahrhunderts. Ein späterer gotischer Bau wurde 1888 durch einen neugotischen Bau des berühmten Kölner Diözesanbaumeisters Vinzenz Statz ersetzt, der die beiden Weltkriege überdauerte, aber 1968 als nicht renovierungsfähig abgerissen werden musste. Deshalb wurde der Kölner Architekt Hans Schilling mit einem Neubau von St. Michael beauftragt. Dabei sollten der unter Denkmalschutz stehende Turm mit dem oberen neugotischen Stockwerk und dem spitzen Helm von Vinzenz Statz und die noch nutzbare Bausubstanz des neugotischen Gotteshauses in den neuen Kirchenkomplex einbezogen werden. Man kann auf dem Gang vom romanischen Turm durch die jetzt flach gedeckten Teile der neugotischen Kirche mit in der Art von Kreuzgängen gestalteten Seitenschiffen zum modernen vieleckigen asymmetrischen Zentralbau der neuen Kirche die Baugeschichte des Sakralbaus nachvollziehen. Die Grundrisse der beiden Vorgängerkirchen sind in die Pflasterung vor dem Kirchturm eingelassen. In den Seitenwänden von Alt St. Michael sind die alten bunten Kirchenfenster erhalten. Die Innenausstattung des Neubaus wurde vom Kölner Bildhauer Toni Zenz gestaltet.
- Evangelische Christuskirche: Sie wurde zwischen 1961 und 1963 errichtet.
- Maria vom Frieden: Die katholische Kirche wurde 1963 in einem Neubaugebiet in Dormagen-Nord errichtet.
- Wegekreuze: Das Stadtgebiet Dormagen verfügt über 70 Wegekreuze. Alleine im Ortsteil Nievenheim gibt es rund 20 davon. Die meisten besitzen einen ausgenischten Steinsockel und sind aus dem 18. Jahrhundert.

### Phono- und Radiomuseum
Das privat betriebene Phono- und Radiomuseum präsentiert seit 2010 seine Sammlung von Grammophonen, Schallplatten, Magnetophonen, Tonbandgeräten und Radios.

### Stolpersteine
Zwischen 2005 und 2011 wurden auch in Dormagen sogenannte „Stolpersteine“ durch den Künstler Gunter Demnig verlegt. Bei diesen 10 cm × 10 cm großen Steinen handelt es sich um kleine Messingplatten im Straßenpflaster, die an die Opfer der Judenvernichtung und der politischen Verfolgung im Nationalsozialismus erinnern. Die Spendensammlung für die Steine und die Aufarbeitung der Geschichte der Personen, welchen sie gewidmet sind, gingen überwiegend von Schülern der weiterführenden Schulen aus (Bettina-von-Arnim-Gymnasium, Realschule am Sportpark etc.). Seit 2013 befindet sich neben dem Historischen Rathaus eine Stele. Sie zeigt, wo sich die 39 Stolpersteine in Dormagen befinden.

### Natur, Erholung und Freizeit
Im Osten der Stadt liegt der Rhein, an dessen Ufer sich die Naturschutzgebiete Rheinaue Zons-Rheinfeld und die Altrheinschlinge Zons sowie das Zonser Grind befinden. Im Zonser Grind liegt auch ein Campingplatz.
Südwestlich befindet sich der Tannenbusch. In diesem befindet sich neben einem Spielplatz auch ein kleiner Tierpark, ein Geopark und ein Trimm-dich-Pfad. Unweit der Klosteranlage Knechtsteden liegt das Waldnaturschutzgebiet Knechtsteden.
Südlich, bei Hackenbroich/Hackhausen, grenzt Dormagen an den Chorbusch, weiter südlich liegt Schloss Arff, das zu Köln-Roggendorf gehört.
Im Westen liegt der Mühlenbusch, der von Rosellerheide bis nach Knechtsteden reicht und dort in den Chorbusch übergeht. Hier fließt auch der künstlich angelegte Norfbach, der bei Neuss in die Erft mündet.
Im Sommer besteht auch die Möglichkeit, im Straberg-Nievenheimer See (zwischen Nievenheim und Straberg) zu schwimmen. Seit 2013 gibt es dort eine Wakeboard- und Wasserski-Anlage mit zwei Bahnen. Auch Stehpaddeln wird angeboten. Der See erlangte im Juli 1994 überregionale Bekanntheit, als einem Badegast sein junger Kaiman entkam. Am 22. Juli 2017 öffnete das neue Hallenbad Sammys, das monatlich von rund 8.500 Badegästen besucht wird.

### Sport
2021 bewarb sich die Stadt als Beherbergungsstadt für die Gestaltung eines viertägigen Programms für eine internationale Delegation der Special Olympics World Summer Games 2023 in Berlin. 2022 wurde sie als Gastgeberin für Special Olympics Guinea-Bissau ausgewählt. Damit wurde sie Teil des größten kommunalen Inklusionsprojekts in der Geschichte der Bundesrepublik mit mehr als 200 Beherbergungsstädten.
Im Jahr 2030 soll Dormagen Gastgeber des 23. Europaschützenfestes, einer Veranstaltung der Europäischen Gemeinschaft Historischer Schützen sein.

### Feste Zons und Märchenspiele

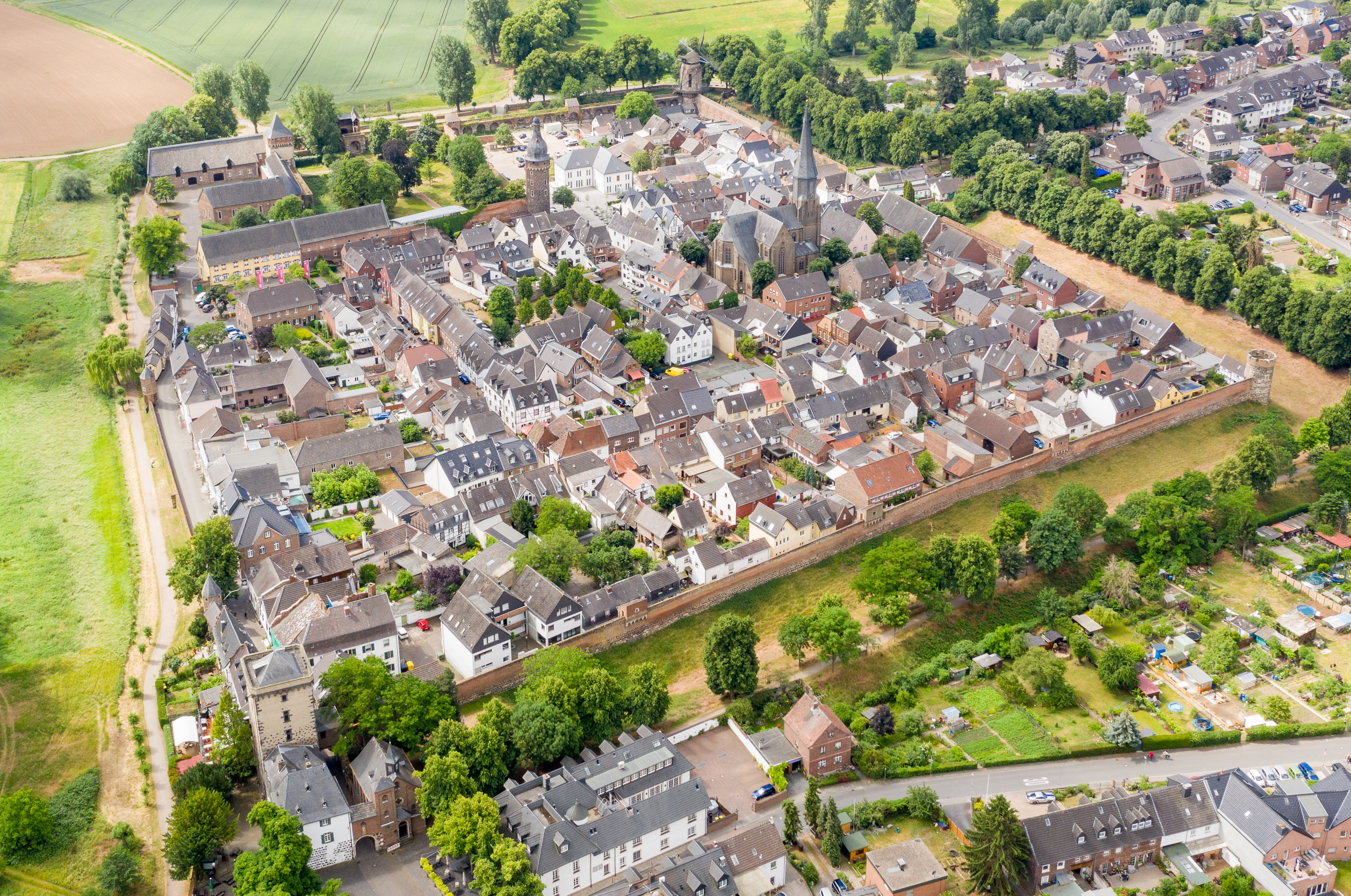
Feste Zons

Eine touristische Attraktion ist der direkt am Rhein gelegene Stadtteil Stadt Zons mit seiner gut erhaltenen mittelalterlichen Bebauung. Die Feste Zons wurde im 14. Jahrhundert vom damaligen Erzbischof Friedrich III. von Saarwerden als Zollstation zwischen Neuss und Köln errichtet.
In Zons finden im Sommer auf der Freilichtbühne Märchenspiele statt. Des Weiteren gibt es Gastspiele der Opernbühne Düsseldorf.

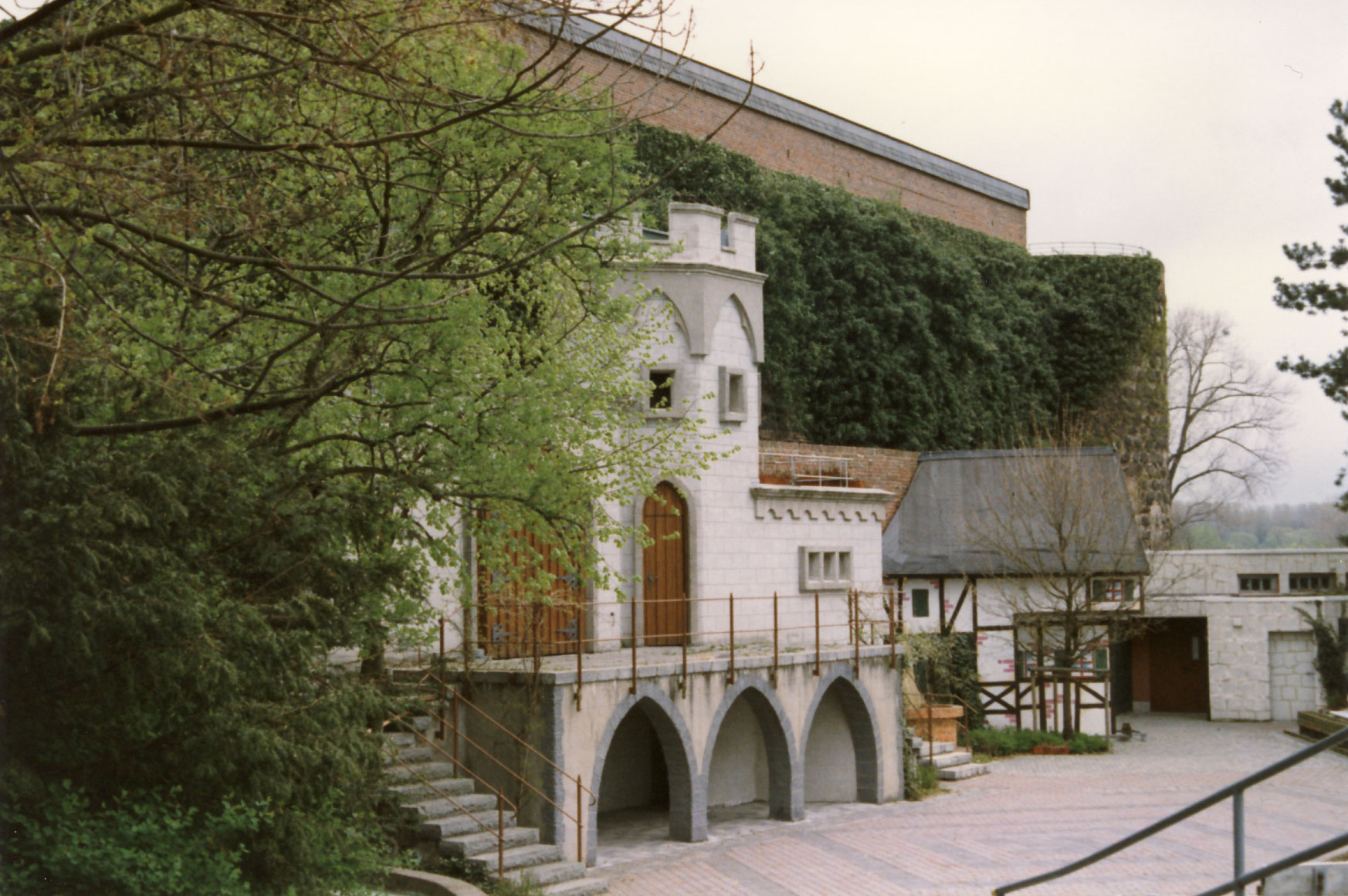
Zonser Freilichtbühne

### Theater
- Kammertheater Dormagen

### Kunst und Knechtsteden
Im Südwesten Dormagens liegt das Kloster Knechtsteden. Im 12. Jahrhundert erbaut, gehört die romanische Gewölbebasilika heute zu den wichtigsten kirchlichen Gebäuden der Region. Derzeit bewohnen Spiritaner das Kloster. In der Basilika finden seit 1992 alljährlich in der zweiten Septemberhälfte die Festlichen Tage Alter Musik statt, die über die Grenzen Dormagens hinaus bekannt sind.
Seit 1985 gibt es den Kunstverein Galerie-Werkstatt Bayer Dormagen, der seit 1990 in den Räumlichkeiten des Klosters seinen Sitz hat. Rund 250 Dormagener sind dort Mitglieder.
Seit 1979 wird ein Literaturpreis der Stadt Dormagen vergeben (siehe Dormagener Federkiel).

### Kirchen und andere Gotteshäuser in Dormagen
Römisch-Katholische Kirchen
- St. Michael (Dormagen-Mitte)

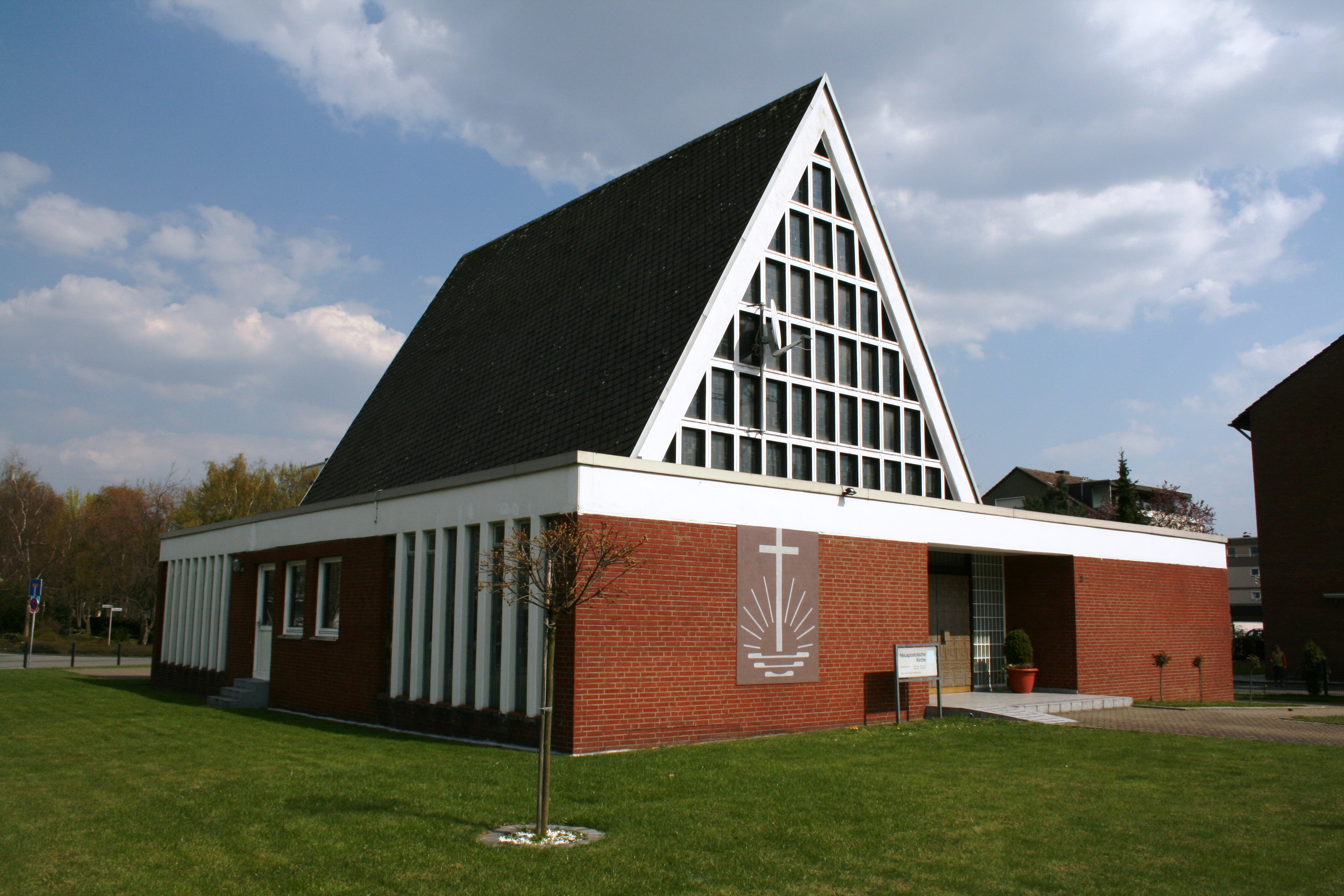
Neuapostolische Kirchengemeinde Dormagen

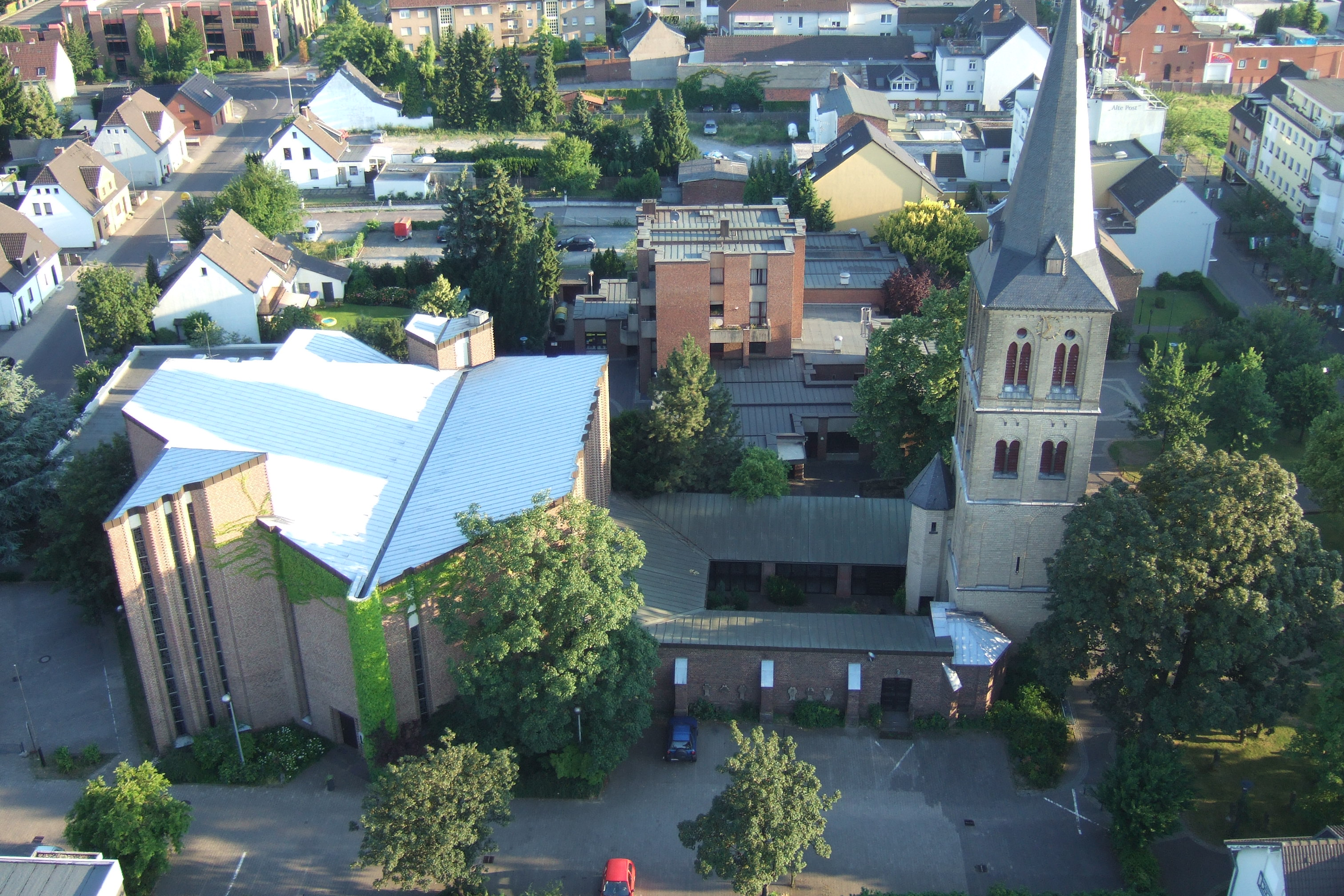
Katholische Pfarrkirche St. Michael

- St. Maria-vom-Frieden (Dormagen-Nord)
- St. Katharina (Hackenbroich)
- St. Agatha (Straberg)
- St. Aloysius (Stürzelberg)
- St. Raphael (Autobahnkapelle) (Nievenheim)
- St. Gabriel (Delrath)
- St. Josef (Delhoven)
- St. Martinus (Zons)
- St. Odilia (Gohr)
- St. Pankratius (Nievenheim)
- Zur Hl. Familie (Horrem)
- Basilika Knechtsteden (Knechtsteden)

Evangelische Kirchen
- Christuskirche (Dormagen-Mitte)
- Lukaskirche (Stürzelberg)
- Friedenskirche (Zons)
- Matthäuskirche (Delhoven)
- Gemeindezentrum Arche (Rheinfeld)
- Gemeindezentrum im Seniorenzentrum Markuskirche, seit 2008 (Horrem)
- Kreuzkirche (Nievenheim)

Evangelisch-Freikirchliche Kirchen
- Baptisten-Kirche (Rheinfeld)
- Evangelisch-Freikirchliche Gemeinde (Nievenheim)

Neuapostolische Kirchen
- Neuapostolische Kirchengemeinde Dormagen. Mitten in Horrem steht das Gotteshaus der Neuapostolischen Kirchengemeinde Dormagen. Es wurde 1972 eingeweiht und bietet ca. 250 Gottesdienstbesuchern Platz. In Dormagen leben insgesamt 268 neuapostolische Christen.

Islam

Es bestehen vier Moscheen und muslimische Gebetsräume im Stadtgebiet:
- Dormagen Camii, Höhenberg 11 (Dormagen-Mitte)
- Moschee, Kieler Straße 3 (Horrem)
- Süleymaniye Camii, Roseller Straße 21 (Dormagen-Nord)
- Mescid Salahuddin Al Ayyubi, Neckarstraße 4 (Hackenbroich)

## Vereine
In Dormagen gibt es über 400 verschiedene Vereine aus den Bereichen Kultur und Brauchtum, Wirtschaft und Soziales, Sport, Freizeit, Natur und Umwelt sowie Kirchen und religiöse Gruppen.

### Bekannte Sportvereine
| - AC Ückerath e. V. - BGC Dormagen e. V. - Dormagener Badmintongemeinschaft 62 e. V. - Dormagener Rudergesellschaft Bayer e. V. - FC Straberg 1968 e. V. - FC Zons 1911 e. V. - Hundefreunde Dormagen 77 e. V. - MGC Dormagen-Brechten e. V. - SSV Delrath 1927 e. V. - Sportfreunde FC Delhoven 1922 e. V. | - TJ Dormagen 1989 e. V. - TSV Bayer Dormagen e. V. - TuS Germania 1930 Hackenbroich e. V. - TTC Dormagen 1955 e. V. - VdS Nievenheim e. V. - JC Nievenheim - SV Rheinwacht Stürzelberg - Rasensport Horrem 1919 e. V. - SUS DJK Gohr 1930 e. V. |

### Karnevalsvereine
- KG Rot-Weiß „Feste Zons“ 1966 e. V.
- KG „Ahl Dormagener Junge“ von 1979 e. V.
- KG Thalia Blau Weiß Delhoven von 1877 e. V.

### Tradition und Brauchtum
- Bürger-Schützenverein Delhoven 1926 e. V.
- Bürger-Schützen-Verein Dormagen e. V. von 1867
- St. Hubertus Schützenbruderschaft Dormagen-Horrem 1920 e. V.

## Wirtschaft und Infrastruktur

### Handel
In Dormagen gibt es im Einzelhandel rund 80.000 Quadratmeter Fläche. Davon liegen rund 28.000 in den etwa 150 Geschäften in der Innenstadt, 33.000 im Top-West-Gebiet und die restlichen 19.000 Quadratmeter befinden sich in den einzelnen Stadtteilen. Die Kaufkraft liegt nach Erhebungen des Einzelhandelsverbands in Dormagen bei etwa 350 Millionen Euro. Dabei werden nur etwa 250 Millionen Euro in der Stadt selbst ausgegeben, der Rest verteilt sich (mit steigender Tendenz) auf die naheliegenden Großstädte. 400 Geschäfte gibt es insgesamt in Dormagen. Die rund 150 Innenstadtgeschäfte machen etwa 40 Prozent des Umsatzes, das Top-West-Gebiet erwirtschaftet ungefähr ein Drittel mit knapp 50 Geschäften und den Rest des Umsatzes (fast 30 %) machen die 180 Händler der Stadtteile unter sich aus. Die Rathaus-Galerie in der Innenstadt mit ihren rund 40 Geschäften zieht bis zu 90.000 Besucher wöchentlich an.
In Dormagen ist eine Regionalgesellschaft von Aldi Süd angesiedelt. Zudem hat sich Ende 2018 der US-amerikanische Onlineversandhändler Amazon mit einem Sortierzentrum in Dormagen niedergelassen.

### Industrie

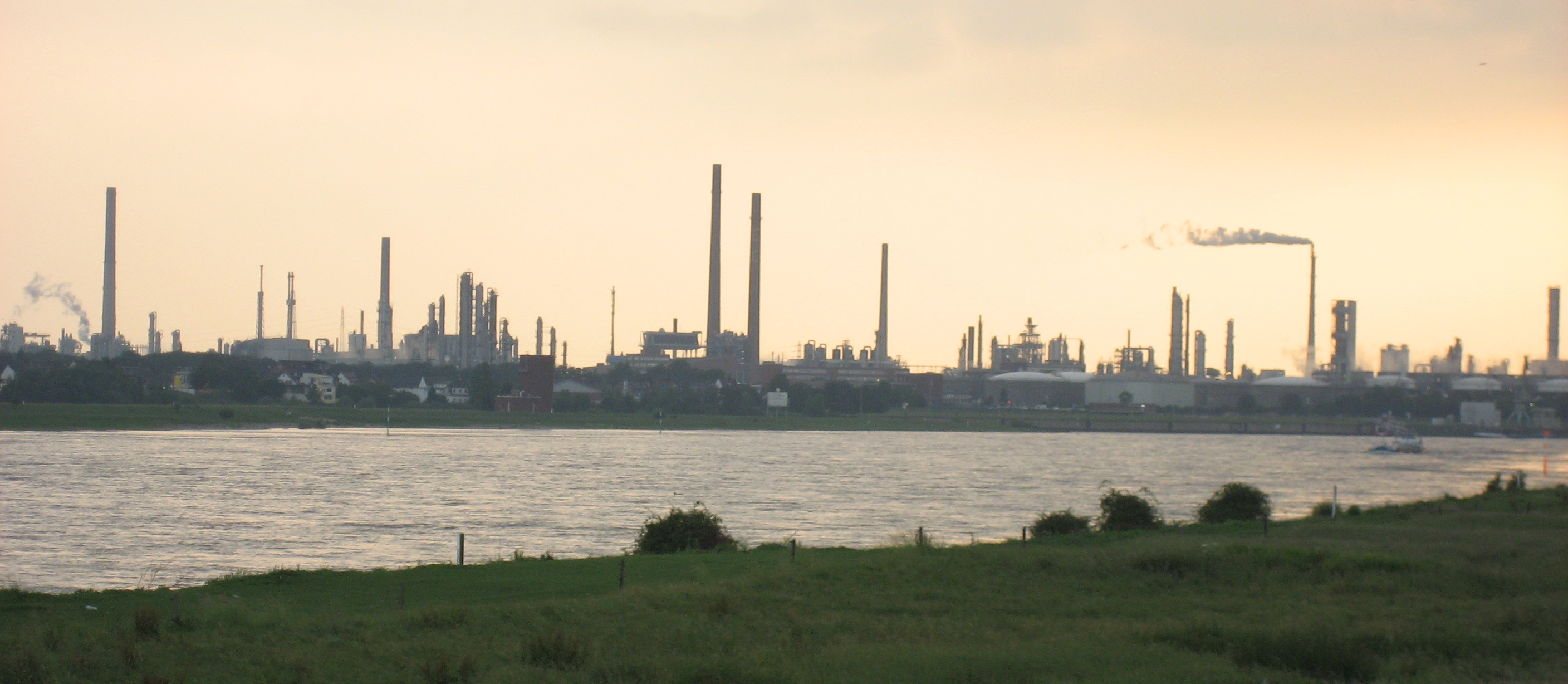
Industrieanlagen bei Dormagen

In Dormagen sind etwa 17.000 Menschen in den rund 2800 Dormagener Betrieben beschäftigt. Knapp 9.000 arbeiten im rund 600 Hektar großen Chemiepark Dormagen (seit 1. Januar 2008 Chempark), wo neben Ineos, der Covestro AG, Bayer AG und Lanxess noch 18 andere Firmen sowie das Kraftwerk Bayer Dormagen ansässig sind. Somit ist der Chemiepark der größte Arbeitgeber und Ausbilder im Rhein-Kreis Neuss. Bedeutende Arbeitsplätze haben zudem die Industrie- und Gewerbegebiete in St. Peter, in Delrath, in Hackenbroich, an der Roseller Straße und im Top West vorzuweisen. In Dormagen befindet sich auch die Europazentrale des südkoreanischen Werkzeugmaschinenherstellers Doosan Machine Tools.
Im Jahre 1864 wurde mit der Zuckerfabrik der erste Industriebetrieb in Dormagen eröffnet. Diese firmierte später unter der Bezeichnung Rheinische Actien-Verein für Zuckerfabrikationen, Dormagen. In den folgenden Jahren hatte die Firma Schwengers & Söhne in Uerdingen die Aktienmehrheit. Diese ging 1926 in die Firma Pfeifer & Langen über und 1930 fusionierte Pfeifer & Langen mit der Dormagener Zuckerfabrik. Bereits 1979 wurde die Produktion der Zuckerfabrik eingestellt.
Bereits 1885 bestand in Dormagen eine Brauerei, die 1898 in eine Aktienbrauerei umgewandelt wurde. Im Jahre 1967 erwarb die Firma Harzheim aus Köln die Dormagener Brauerei von der Dortmunder Actien-Brauerei. Gleichzeitig wurde die Biermarke von ABD-Kölsch in Kess-Kölsch geändert. 1979 kam es abermals mit dem neuen Namen Garde Kölsch zu einem Namenswechsel und die Braustätte in Dormagen hieß nun Brauhaus zur Garde. 1998 waren in diesem 35 Mitarbeiter tätig. Wenige Jahre später wurde die Produktion eingestellt, die Brauerei abgerissen, der Getränkevertrieb an ein anderes Unternehmen verkauft.

### Verkehr

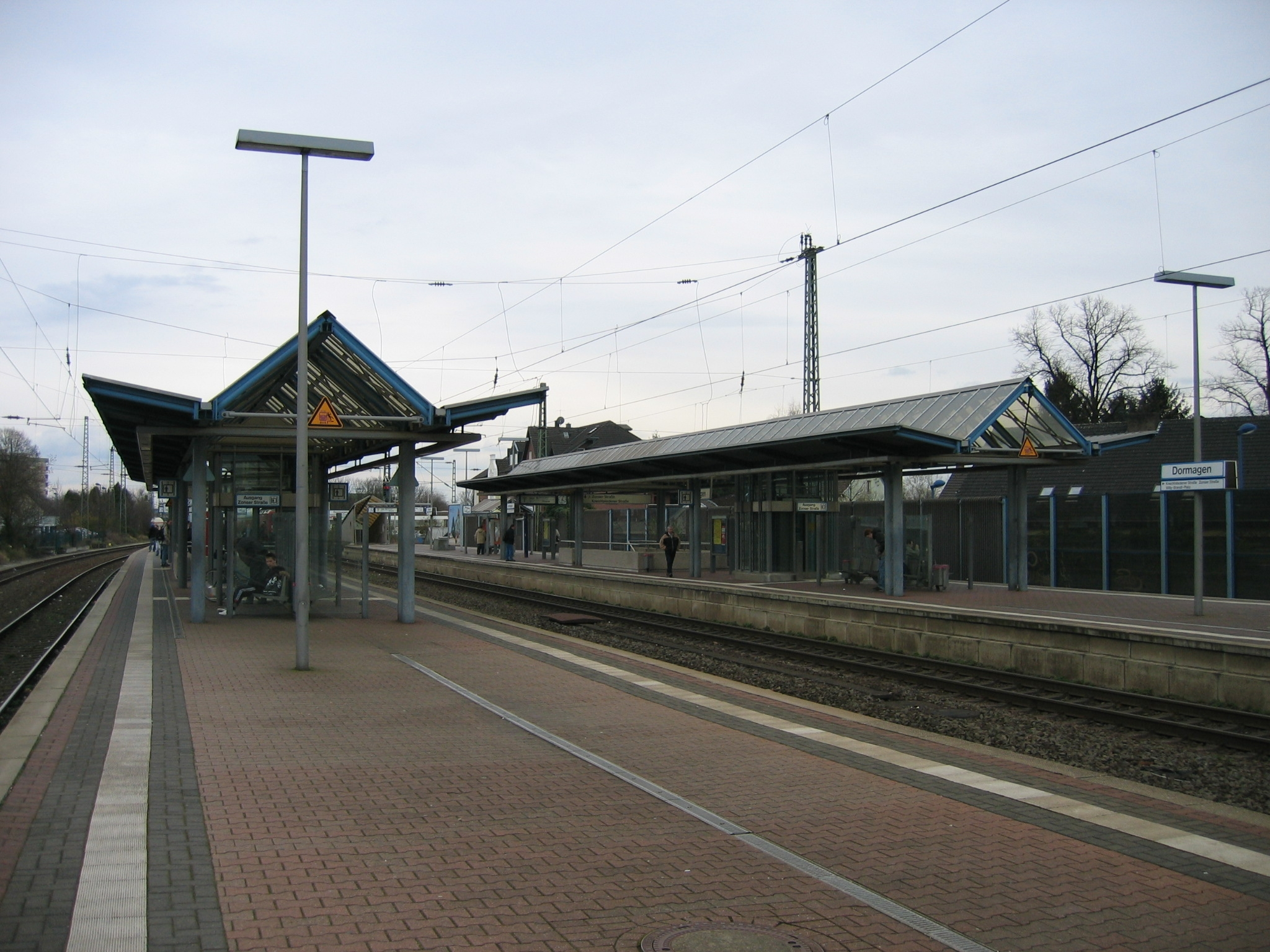
Bahnhof Dormagen in Horrem

Durch Dormagen führt die Linksniederrheinische Bahnstrecke von Kleve über Krefeld und Neuss nach Köln. Im Bahnhof Dormagen, im Stadtteil Horrem gelegen, halten Züge der Regional-Express-Linien Rhein-Weser-Express (RE 6) und Rhein-Münsterland-Express (RE 7) sowie der S-Bahn-Linie 11 der S-Bahn Köln. Der Rhein-Weser-Express fährt über Dormagen zum Bahnhof Köln/Bonn Flughafen. Dadurch ist es möglich, ohne Umstieg sowohl den Düsseldorfer als auch den Köln/Bonner Flughafen zu erreichen. Auch eine direkte Anbindung zum Ruhrgebiet ist gegeben. Mit dem Rhein-Münsterland-Express kann zudem der Bahnhof Holzwickede mit Anbindung an den Flughafen Dortmund erreicht werden. Dormagen gehört über den Rhein-Kreis Neuss dem Verkehrsverbund Rhein-Ruhr an. Da Dormagen im Grenzbereich der Verkehrsverbünde Rhein-Ruhr und Rhein-Sieg liegt, gelten hier beide Tarife. Bis auf die Haltepunkte um den Chempark gilt für ein Ticket nach Köln die Preisstufe 2b. Fährt man hingegen ab einer Haltestelle (885, S11) am Chempark ab, so kostet die Fahrt nach Köln nur den Preis der Preisstufe 1b.
Ein weiterer Haltepunkt existiert im Stadtteil Nievenheim. Der Haltepunkt „Dormagen Chempark“ befindet sich trotz seines Namens vollständig auf Kölner Stadtgebiet in dessen Stadtteil Worringen.
| Linie      | Linienweg | Takt   |
| ---------- | --- | ------ |
| RE 6 (RRX) | Rhein-Weser-Express: Köln/Bonn Flughafen – Köln Hbf – Dormagen – Neuss Hbf – Düsseldorf-Bilk – Düsseldorf Hbf – Düsseldorf Flughafen – Duisburg Hbf – Mülheim (Ruhr) Hbf – Essen Hbf – Wattenscheid – Bochum Hbf – Dortmund Hbf – Kamen – Hamm (Westf) Hbf – Heessen – Ahlen (Westf) – Beckum-Neubeckum – Oelde – Rheda-Wiedenbrück – Gütersloh Hbf – Bielefeld Hbf – Herford – Löhne (Westf) – Bad Oeynhausen – Porta Westfalica – Minden (Westf) Stand: Fahrplanwechsel Dezember 2023 | 60 min |
| RE 7       | Rhein-Münsterland-Express: Rheine – Emsdetten – Greven – Münster Hbf – Münster-Hiltrup – Drensteinfurt – Hamm (Westf) Hbf – Bönen – Unna – Holzwickede – Schwerte – Hagen Hbf – Ennepetal (Gevelsberg) – Schwelm – Wuppertal-Oberbarmen – Wuppertal Hbf – Solingen Hbf – Opladen – Köln Messe/Deutz – Köln Hbf – Dormagen – Neuss Hbf – Meerbusch-Osterath – Krefeld-Oppum – Krefeld Hbf Stand: Fahrplanwechsel Dezember 2023 | 60 min |
| S 11       | D-Flughafen Terminal – D-Unterrath – D-Derendorf – D-Zoo – D-Wehrhahn – Düsseldorf Hbf – D-Friedrichstadt – D-Bilk – D-Völklinger Straße – D-Hamm – NE Rheinparkcenter – NE Am Kaiser – Neuss Hbf – Neuss Süd – Norf – NE-Allerheiligen – Nievenheim – Dormagen – Dormagen-Chempark – Köln-Worringen – K-Blumenberg – K-Chorweiler Nord – K-Chorweiler – K-Volkhovener Weg – K-Longerich – K-Geldernstraße/Parkgürtel – K-Nippes – K-Hansaring – Köln Hbf – K-Messe/Deutz – K-Buchforst – K-Mülheim – K-Holweide – K-Dellbrück – Duckterath – Bergisch Gladbach Stand: Fahrplanwechsel Dezember 2023 | 20 min |

Für den örtlichen Nahverkehr ist der Stadtbus Dormagen GmbH zuständig. Dieses Unternehmen betreibt auch die Industriebahn Nievenheim-Zons.
Es bestehen sechs städtische Buslinien (881–886), dazu ein Wochenend- und ein Nachtnetz (WE1–4, NE1–3). Es gibt vier Regionalbuslinien (871, 873–875) und eine Schnellbuslinie (SB91), welche Verkehre in umliegende Städte, darunter Neuss, Rommerskirchen, Pulheim und Frechen, ermöglichen.
Dormagen liegt an der A 57 (Anschlussstelle 25). Sie verläuft nach Norden in die Richtung Neuss, Krefeld und Niederlande sowie Richtung Süden nach Köln-Zentrum. Außerdem liegt Dormagen an der B 9 und durchläuft die Ortschaft Gohr die B 477. Die Kaiser-Route, ein Radfernweg von Aachen nach Paderborn, führt durch die Stadt.
Für den Güter- und Frachtverkehr ist die Lage Dormagens am Rhein von zusätzlicher Bedeutung. Dormagen besitzt einen Containerhafen in Dormagen-Stürzelberg, außerdem verfügt der Chempark über einen Umschlagplatz überwiegend für flüssige Güter und für Salz.
Die Autofähre „Niederrhein“ verbindet Zons über den Rhein mit Düsseldorf-Urdenbach.
Seit dem 1. September 2012 verkehrt an Wochenenden und Feiertagen auch wieder die Personenfähre „Piwipper Böötsche“ auf dem Rhein zwischen Dormagen und Monheim. Die Fähre wird vom Verein Piwipper Böötchen e. V. betrieben.

### Medien
- Westdeutsche Zeitung Düsseldorf, Lokalredaktion Kreis Neuss – regionale Tageszeitung, Verlag W. Girardet KG
- Neuss-Grevenbroicher-Zeitung – regionale Tageszeitung, Neusser Zeitungsverlag GmbH, Kopfblatt der Rheinischen Post
- Rheinischer Anzeiger – lokales Anzeigenblatt (Mittwoch), Panorama Vertrieb GmbH Düsseldorf
- „Schaufenster – Ausgabe zum Sonntag“ (lokales Anzeigenblatt; erscheint samstags im 20. Jahrgang; Druckauflage: 31.695 Exemplare, Herausgeber: Druck+Verlag Josef Wegener GmbH)
- NE-WS 89.4 – lokaler Radiosender, zu Neusser Druckerei und Verlag GmbH gehörig
- dormago.de – lokales Internetportal für die Stadt Dormagen[35]

### Bildung
Gymnasien
- Bettina-von-Arnim-Gymnasium (Dormagen-Nord)
- Leibniz-Gymnasium (Hackenbroich)
- Norbert-Gymnasium (Knechtsteden)

Realschulen
- Realschule Hackenbroich (Hackenbroich)

Sekundarschule
- Rachel-Carson-Sekundarschule (Dormagen-Nord)

Gesamtschule
- Bertha-von-Suttner-Gesamtschule (Nievenheim)

Grundschulen
- Christoph-Rensing-Schule (Horrem)
- Henri-Dunant Schule (Delrath)
- Erich-Kästner-Schule (Dormagen-Nord)
- Regenbogenschule (Rheinfeld)
- Theodor-Angerhausen-Schule (Dormagen-Mitte)
- Salvatorschule (Nievenheim)
- Friedensschule (Nievenheim)
- St.-Nikolaus-Schule (Stürzelberg)
- Friedrich-von-Saarwerden-Schule (Zons)
- Schule Burg (Hackenbroich)
- Tannenbusch-Schule (Delhoven)
- Astrid-Lindgren-Schule (Gohr)
- Schule am Kronenpützchen (Straberg)

Sonstige Schulen
- Berufsbildungszentrum Dormagen (Dormagen-Nord)
- Förderschule – Raphaelschule (Dormagen-Nord)
- Förderschule – Schule am Chorbusch (Dormagen-Hackenbroich)
- Volkshochschule (VHS) im Zentrum

### Öffentliche Einrichtungen
Dormagen hat eine Volkshochschule und seit 1964 eine Stadtbibliothek. Es gibt eine städtische Musikschule, zu der auch ein Jugendsinfonieorchester und eine Jugendbigband gehören. Außerdem gibt es eine Bücherei in der evangelischen Christuskirche. Die Technischen Betriebe Dormagen sind zuständig für Stadtentwässerung, Straßenbau, Grünflächen und Friedhöfe in der Stadt Dormagen. Dormagen verfügt außerdem über eine Freiwillige Feuerwehr. Das Jugendamt hat das Dormagener Modell zur Prävention von familiärer Gewalt und Kindesmissbrauch entwickelt und umgesetzt. Das Kreiskrankenhaus des Rhein-Kreis Neuss befindet sich in Dormagen.

## Persönlichkeiten

### Personen, die in Dormagen geboren wurden

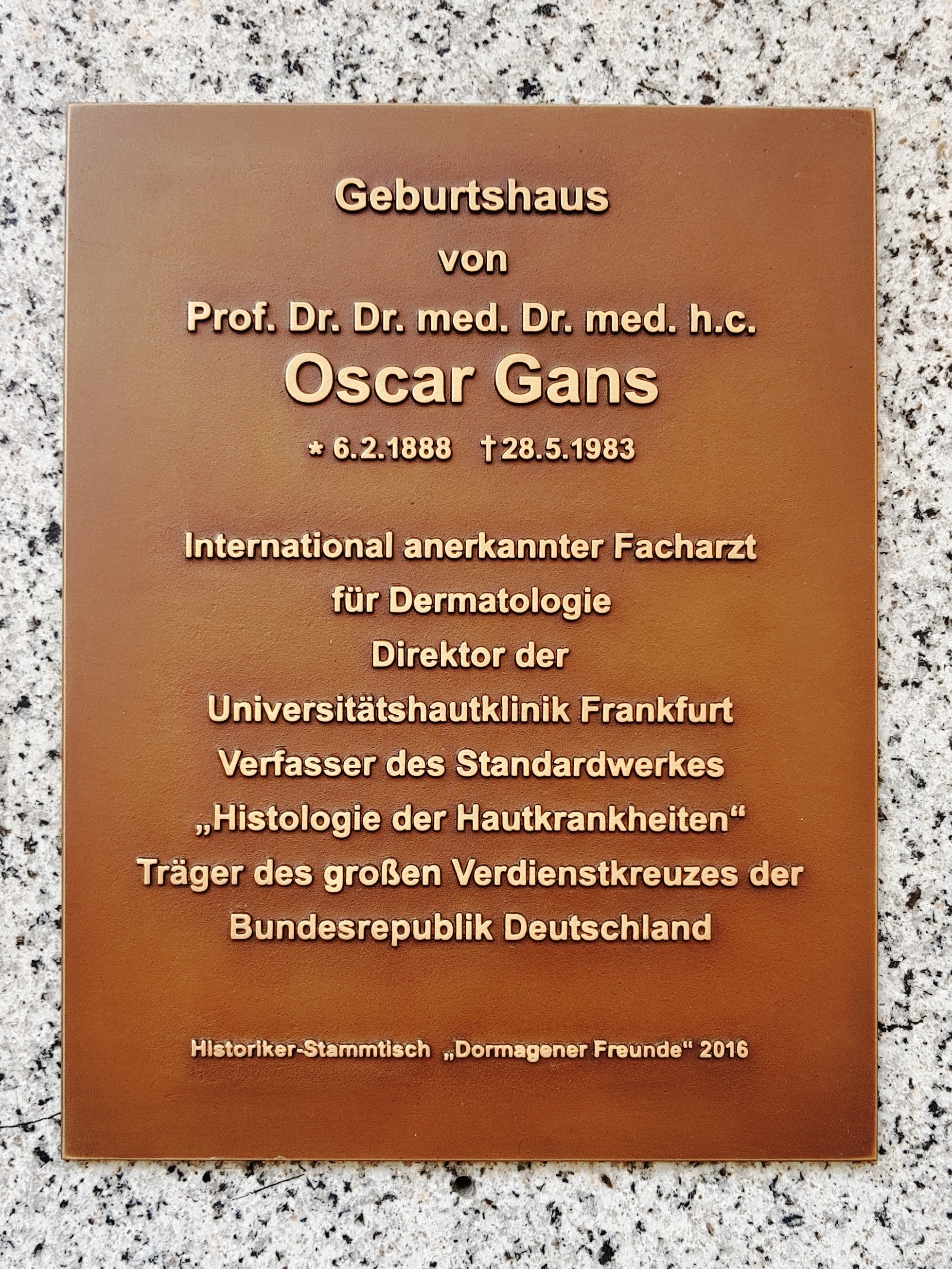
Gedenktafel für Oscar Gans am Haus Kölner Straße 110 in Dormagen

- Johann Adolph Steinberger (1777–1866), Oberbürgermeister von Köln
- Wilhelm Deutsch (1877–1956), im Ortsteil Gohr geborener Lehrer, Rektor und Politiker (ZENTRUM, CDU)
- Cornelius Stüssgen (1877–1956), Unternehmer und Gründer der Firma Stüssgen
- Hermann Goebel (1885–1945), Maler
- Oscar Gans (1888–1983), Dermatologe
- Siegfried Neuenhausen (* 1931), Bildhauer, Maler und Grafiker, Autor und Herausgeber sowie Plastiker des Realismus
- Karl Kress (* 1945), Politiker (CDU)
- Heinz Hilgers (* 1948), Politiker (SPD), Ehrenbürgermeister, Vorsitzender des Kinderschutzbundes
- Hartmut Becker (* 1949), Verleger und Agent für Werbezeichner
- Ulla Koch (* 1955), Cheftrainerin der Frauen des Deutschen Turner-Bundes
- Hans-Wolfgang Bergerhausen (* 1956), Historiker
- Achim Brauer (* 1958), Geowissenschaftler
- Paul Schönewald (* 1958), Kunstsammler und -händler
- Engelbert Wrobel (* 1959), Jazzmusiker
- Klaus Vechtel (* 1963), katholischer Theologe
- Stephan Zöller (* 1966), katholischer Theologe und Journalist
- Tanja Meyer (* 1973), Politikerin (Bündnis 90/Die Grünen)
- Sven Jungbeck (* 1983), Gitarrist
- Axel Reitz (* 1983), ehemaliger Neonazi
- Andreas Lambertz (* 1984), Fußballspieler bei Fortuna Düsseldorf und Dynamo Dresden
- Valentin „Sarazar“ Rahmel (* 1984), Unternehmer, Moderator und Webvideo-Produzent
- Jens Böckamp (* 1986), Jazzmusiker
- Daniel Wernitz (* 1987), Volleyball- und Beachvolleyballspieler
- Niklas Römer (* 1988), Footballspieler, Europameister mit der Nationalmannschaft
- Tim Rubink (* 1988), Fußballspieler
- Mayke Dähn (* 1991), Schauspielerin
- Oliver Mebus (* 1993), professioneller Eishockeyspieler
- Jennifer Montag (* 1998), Leichtathletin
- İlhan Altuntaş (* 2003), Fußballspieler

### Persönlichkeiten, die in der Stadt gewirkt haben
- Theodor Hammers (1891–1965), deutscher Bildhauer, lebte und arbeitete in Dormagen
- Otto Andreas Schreiber (1907–1978), deutscher Künstler, lebte in Dormagen
- Hermann Max (* 1941), deutscher Kirchenmusiker und Dirigent, Gründer des Festivals Alte Musik Knechtsteden
- Peter-Olaf Hoffmann (* 1947), (CDU), ehemaliger Bürgermeister von Dormagen; von 2000 bis 2010 Geschäftsführer der AVG Köln mbH
- Tassilo Küpper (* 1947), Professor für Mathematik, Rektor der Uni Köln 2001–2005, wuchs im Hackenbroicher Forsthaus auf
- Michael Iwanowski (* 1948), Verleger und Reiseveranstalter, wohnt in Hackenbroich
- Haimo Schack (* 1952), Jurist (Hochschullehrer in Kiel und Richter am Oberlandesgericht Schleswig a. D.), lebt in Dormagen

### Ehrenbürger
- Gustav Geldmacher (1909–1979), erster Ehrenbürger der Stadt Dormagen; Verleihung 1979 (… aufgrund seines Ansehens als Gründervater des modernen Dormagen)
- Paul Wierich (1924–2003), zweiter Ehrenbürger der Stadt Dormagen; Verleihung 1986 (… nach 48 Jahren in Diensten der Stadt)
- Heinz Hilgers (* 1948), dritter Ehrenbürger der Stadt Dormagen; Verleihung 2009

## Sonstiges
Die Dormagener wurden früher im rheinischen Dialekt als „Wenkbüggele“ bezeichnet, wörtlich zu übersetzen als „Windbeutel“ oder „viel Wind machen“. Dies bedeutet so viel wie Angeber und meint damit, dass die Dormagener dazu neigten, aufschneiderisch zu sein.
Die Lufthansa hat am 27. Oktober 2000 einen Airbus A321-231 mit der Kennung D-AISG nach der Stadt Dormagen benannt. Das Modell der A321-231 hängt in der dritten Etage des Neuen Rathauses (Empfangsbereich Bürgermeister).